# 盘丝洞 (1927年电影)
《盘丝洞》（英語：The Cave of the Silken Web）是中国神话题材无声电影，1927年在中华民国上映，导演但杜宇，編劇管際安，主演殷明珠、吴文超、夏佩珍、但二春。改编自明朝吴承恩《西游记》。1929年1月在挪威放映，片名翻譯為《蜘蛛精》，也是第一部在當地放映的中國電影。
由於本片的成功，於是1929年但杜宇又拍了《續盤絲洞》。1930年本片被禁，隨後失傳，無任何拷貝或殘片。所幸曾在挪威的電影院首映，因此被挪威國家圖書館保存下來。2011年，该片在挪威国家图书馆诺尔兰郡拉纳市摩镇电影收藏中被发现，此前，胶片在中国国内已经失传。

## 剧情
该片讲述唐僧被蜘蛛精逮入盘丝洞，徒弟孙悟空、猪八戒、沙悟净积极营救的故事。

## 演出
| 演员   | 角色     | 备注             |
| 蒋梅康 | 唐三藏   |                  |
| 吴文超 | 孙悟空   |                  |
| 周鸿泉 | 豬八戒   |                  |
| 詹嘉利 | 沙悟净   |                  |
| 贺蓉珠 | 觀音菩薩 | 導演但杜宇的姪女 |
| 但二春 | 道童     | 導演但杜宇的曾孫 |
| 夏文梅 | 土地公   |                  |
| 周珍珍 | 蜘蛛精   |                  |
| 周婷婷 | 蜘蛛精   |                  |
| 夏佩珍 | 蜘蛛精   |                  |
| 殷明珠 | 蜘蛛精   | 導演但杜宇的妻子 |
| 方玲艷 | 蜘蛛精   |                  |
| 徐劍雲 | 蜘蛛精   |                  |
| 陈脱尘 | 烏龜精   |                  |
| 薛啟世 | 螳螂怪   |                  |
| 陳寶琦 | 黃花觀主 |                  |
| 古雲杰 | 火奴     |                  |